# 卡爾瓦多斯省
卡爾瓦多斯省（法語：Calvados，法語：[kalvados] ⓘ）是法國诺曼底大区所轄的省份，濱大西洋。該省編號為14。

## 历史
1790年3月4日法国大革命期间，根据1789年12月22日的法律设立了最初的83个省，而卡尔瓦多斯省正是其中之一。它曾为诺曼底省的一部分。
传说卡尔瓦多斯起源于西班牙舰队的一艘船「萨尔瓦多号」，于1588年在阿罗芒什莱班附近的岩石上沉没。但也可能，卡尔瓦多斯这个名字来自于calva dorsa，意思是光秃秃的背部，指岸边两块植被稀少的岩石。
反法同盟联军取得滑铁卢战役的胜利后，该省在1815年6月至1818年11月期间被普鲁士军队占领。
1944年6月6日，同盟国军队在塞纳河湾的海滩上登陆，即所谓的诺曼底登陆。